# Shakespeare in nero
Shakespeare in nero (titolo originale The Dirty Duck) è un romanzo scritto da Martha Grimes. La versione originale è stata pubblicata nel 1984. In Italia è uscito nella collana Il Giallo Mondadori nel 2000 con il n. 2673.

## Trama
Nella tranquilla località inglese di Stratford viene brutalmente uccisa una giovane turista americana. Nello stesso periodo un ragazzino americano, che viaggiava nella stessa compagnia della giovane donna, sparisce nel nulla. I due fatti sembrano essere collegati. A Richard Jury l'ardua impresa di far luce sulla questione, mentre il sangue continua a scorrere.

## Personaggi
- Riccardo Jury : sovraintendente di polizia
- Melrose Plant : investigatore dilettante
- Harvey Schoenberg,
- Gwendolyn Bracegirdle,
- George Cholmondeley,
- James Farrady,
- Honey Belle Farrady,
- Amelia Blue Farrady,
- Penny Farrady,
- Jimmy Farrady,
- Lady Violet Dew e
- Cyclamen Dew: turisti americani
- Valentine Honeycutt: accompagnatore turistico
- Sam Lasko e
- Alfred Wiggins: sergenti di polizia
- Jonathan Schoenberg: fratello di Harvey Schoenberg

## Edizioni
- Martha Grimes, Shakespeare in nero, traduzione di Igor Longo, Il Giallo Mondadori n. 2673, 2000,  p. 232.